# بيير فورنير
بيير فورنير هو فنان قصص مصورة كندي، ولد في 8 ديسمبر 1949 في مونتريال في كندا.

## وصلات خارجية
- بيير فورنير على موقع IMDb (الإنجليزية)